# マルク・アルダーノフ

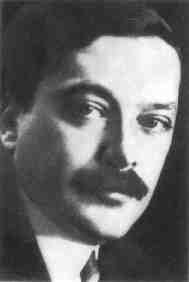
マルク・アルダーノフ

マルク・アルダーノフ（ロシア語: Марк Александрович Алданов, ラテン文字転写: Mark Aldanov, 1889年10月26日 - 1957年2月25日 ニース）は、歴史小説で知られるウクライナ出身の小説家。本名は、マルク・アレクサンドロヴィチ・ランダウ（Mark Alexandrovich Landau）。
キエフで富裕なユダヤ人実業家の家庭に生まれる。キエフ大学で学び、科学に関する調査誌を出版した。1919年フランスに移住し、1922から1924年はベルリン、1941から1946年はニューヨークに住み、1947年からフランスに永住した。
ナボコフ、イヴァン・ブーニン、アレクサンドル・ケレンスキーなどとの往復書簡があり、遺作として出版された。

## 作品
- レーニン（1919） - 最初の本
- 二つの革命、フランス革命とロシア革命（1920） - 1917年のロシア革命を扱ったもの
- 思索家（The Thinker） - 四部作。ナポレオン時代のロシアと西欧を描いたもの
  - テルミドール九日の変遷（The Ninth Thermidor、1923）
  - 悪魔の橋（The Devil's Bridge、1925）
  - 陰謀（The Conspiracy、1927）
  - セント・ヘレナ、小さき島（St. Helena: Little Island、1923）

十月革命を扱った三部作
- 鍵（1930）
- 脱出（1932）
- 洞窟（1934-36）

歴史エッセイ
- 同時代人（1928）
- ウリムの夜、偶然性の哲学（1953）